# Élection présidentielle moldave de 2024
L'élection présidentielle moldave de 2024 a lieu les 20 octobre et 3 novembre 2024 afin d'élire le président de la république de Moldavie.
La présidente sortante, Maia Sandu, est candidate à un second mandat. Organisé dans le contexte de l'invasion de l'Ukraine par la Russie deux ans plus tôt, le scrutin est un test électoral majeur pour la politique de rapprochement avec l'Union européenne de Maia Sandu, dont les principaux adversaires prônent au contraire un rapprochement avec la Russie.
Un référendum pour l'inscription dans la constitution de l'objectif d'adhésion du pays à l'Union européenne est organisé en même temps que le premier tour. Le « oui » l'emporte à une courte majorité avec 50,35 %, sur fond d'accusations d'ingérences et d'achats de vote visant la Russie. 
Arrivée en tête du premier tour, Maia Sandu affronte au second tour le russophile Alexandr Stoianoglo. Elle l'emporte avec plus de 55 % des voix et est ainsi réélue pour un deuxième mandat, dans ce qui est perçu comme une nouvelle victoire pour le camp pro-européen dans le pays.

## Contexte

### Élection présidentielle de 2020

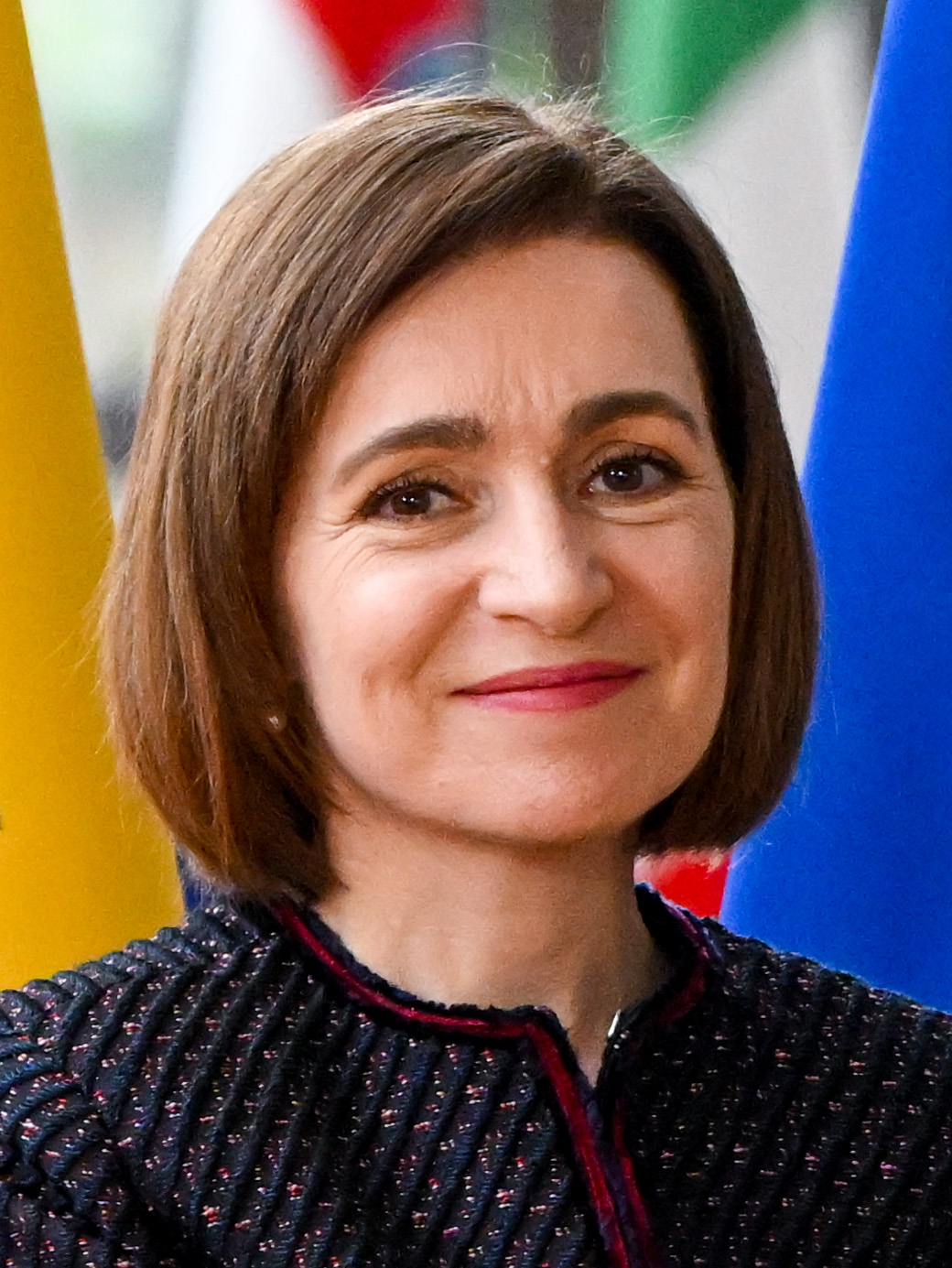
Maia Sandu.

L'élection présidentielle de novembre 2020 voit la victoire au second tour de la candidate europhile Maia Sandu, du Parti action et solidarité (PAS), sur le président sortant Igor Dodon, issu du russophile Parti des socialistes (PSRM). Contrairement à leur duel précédent en 2016, Sandu arrive ainsi en tête du premier tour, faisant démentir les sondages d'opinions qui donnaient Dodon largement en tête.
À l’étranger, Dodon reçoit le soutien de son homologue russe Vladimir Poutine, qui appelle les Moldaves à reconduire le président sortant tout en accusant les États-Unis d'orchestrer un « scénario révolutionnaire » dans le pays,. Le second tour voit Maia Sandu faire à nouveau démentir les sondages d'opinions, qui prévoyaient des résultats serrés. La candidate du PAS l'emporte nettement avec une participation de près de 55 %, en hausse de dix points par rapport au premier tour et d’un peu plus d'un point par rapport à 2016. Il s'agit de la première victoire d'une femme à une présidentielle en Moldavie.
L'issue du scrutin est perçue comme une baisse de l'influence russe dans le pays. Le bon résultat réalisé par Maia Sandu s’explique alors en partie par le vote de la diaspora, beaucoup plus mobilisée qu’en 2016 et qui se prononce à 93 % en sa faveur. La candidate pro-européenne — qui remporte néanmoins 51 % des voix sur le seul territoire national — bénéficie également de sa réputation d’« incorruptible » alors même que le président sortant est visé par de multiples accusations de corruption,.

### Scrutins suivants
La nouvelle présidente se retrouve néanmoins dépourvue de majorité au sein du parlement issu des élections législatives de 2019 et dominé par le PSRM allié au Parti démocrate (PDM) du Premier ministre Ion Chicu. Dans ce contexte de conflit à venir avec l’exécutif, les parlementaires votent une loi retirant au président le contrôle des services de renseignement. À l'appel de Maia Sandu, des milliers de personnes manifestent à Chișinău le 6 décembre 2020 pour réclamer la démission du gouvernement Chicu et des élections législatives anticipées. La loi est finalement suspendue le 8 décembre par la Cour constitutionnelle. Devenu minoritaire au parlement, le gouvernement se retrouve fin décembre sous la menace d'une motion de censure. Quelques heures avant la mise au vote de la motion, cependant, Ion Chicu remet sa démission,.
Maia Sandu est investie présidente de la République le jour même. Après la démission du gouvernement Chicu, la nouvelle présidente organise début 2021 l'échec de deux candidats Premier ministre successifs à obtenir la confiance du Parlement, afin de provoquer la tenue anticipée d'élections législatives en juillet 2021. Le scrutin s'avère une victoire décisive pour le Parti action et solidarité (PAS), qui remporte la majorité absolue des suffrages et assure à la présidente une confortable majorité des sièges au parlement. L'une de ses plus proches collaboratrices, Natalia Gavrilița, devient Première ministre le 6 août suivant.
Lors des élections municipales moldaves de novembre 2023, les partis pro-européens remportent la majorité des conseils municipaux. Le Parti action et solidarité (PAS) de Maia Sandu arrive largement en tête au niveau national avec plus de 40 % des voix, et l'emporte dès le premier tour dans 244 municipalités sur 898. Le PAS échoue cependant dans plusieurs grandes villes dont la capitale Chișinău, remportée par le maire sortant Ion Ceban et son Mouvement alternatif national (MAN) fondé fin décembre 2021, qui réunit de justesse la majorité absolue dès le premier tour face au candidat du PAS, Lilian Carp,.

### Invasion de l'Ukraine par la Russie

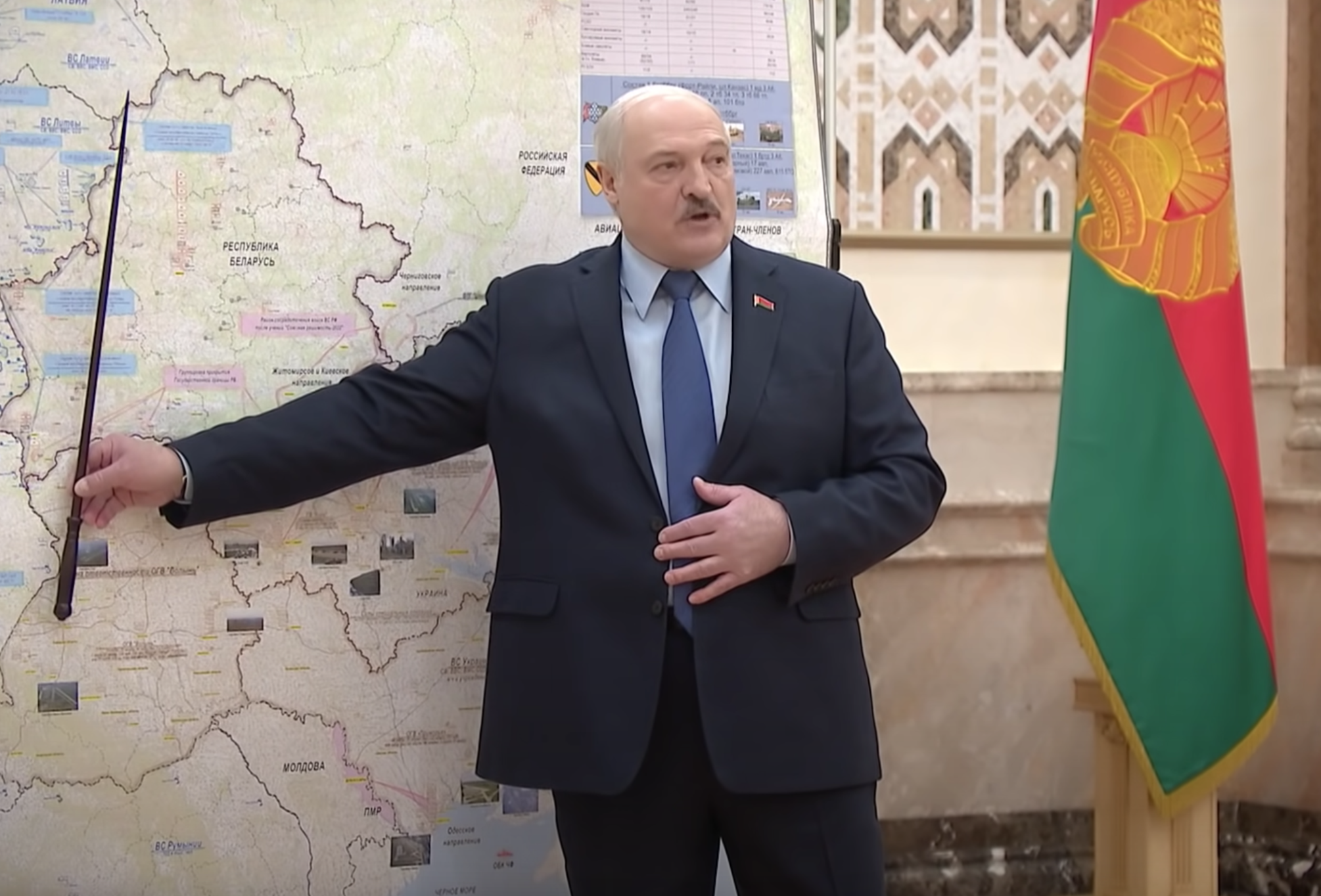
Le président biélorusse Alexandre Loukachenko devant un plan de mouvement des troupes russes vers la Moldavie.

La vie politique de la Moldavie se retrouve profondément affectée par l'invasion de l'Ukraine par la Russie le 24 février 2022. Si le pays n'est pas directement touché par les combats, il est largement considéré comme l'étape suivante de l'avancée russe en cas de victoire sur l'Ukraine, en particulier à cause de l'existence de la république autoproclamée de Transnistrie, qui a fait unilatéralement sécession de la Moldavie en 1990 avec la protection de troupes russes et réclame depuis à plusieurs reprises son rattachement à la fédération de Russie.
Au premier jour de l'invasion de l'Ukraine par la Russie, Maia Sandu annonce l'ouverture des frontières aux Ukrainiens souhaitant se mettre en sécurité en Moldavie ou y passer pour rejoindre d'autres pays européens . Le 3 mars suivant, elle annonce la signature d'une demande formelle d'adhésion de la Moldavie à l'Union européenne. Les Vingt-sept pays de l'UE répondent favorablement à cette demande et le 23 juin 2022 accordent à l'unanimité le statut de candidat à la Moldavie, ainsi qu'à l'Ukraine,. Courant 2023, Maia Sandu accuse publiquement la Russie d'avoir tenté de renverser le gouvernement moldave en utilisant des soldats habillés en civil pour attaquer des bâtiments de l'État, prendre le contrôle du gouvernement du pays et installer un gouvernement fantoche pro-russe en s'appuyant sur des oligarques moldaves en exil liés aux milieux mafieux. L'évènement provoque une crise dans les relations entre les deux pays,.

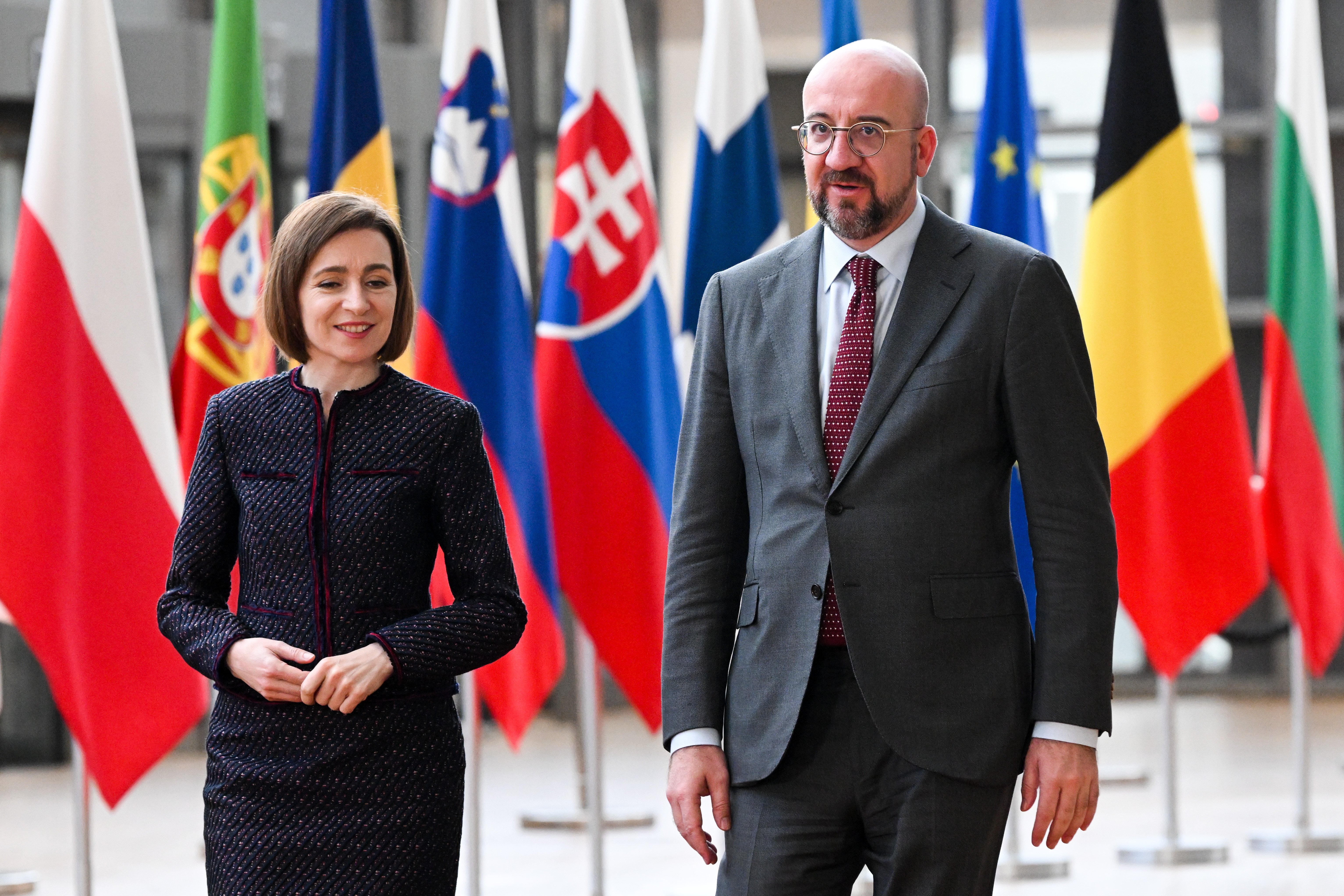
Maia Sandu avec le président du Conseil européen Charles Michel, en avril 2024

La guerre provoque également une crise économique qui touche durement l'économie moldave et entraine un mécontentement populaire attisé par le Parti Șor, de l'oligarque pro-russe Ilan Șor. Accusé de participer aux tentatives de déstabilisation du pays par la Russie, celui ci est interdit sur décision de la Cour constitutionnelle le 19 juin 2023. Début octobre 2024, un système d'achat de voix à grande échelle piloté par Ilan Șor est découvert par les autorités. Bien que la Moldavie soit coutumière de cette pratique, le système prend cette fois-ci une ampleur « sans précédent » avec plus de 100 000 électeurs concernés pour un total d'environ 14 millions d'euros, chaque électeur ayant reçu entre 46 et 96 euros par mois en amont du scrutin. Ilan Șor se défend en mettant en avant la légalité des versements, et en accusant le gouvernement moldave de former un État policier. L'achat massif de voix en faveur de candidats pro-russe est soupçonné d'être la première étape d'un plan de déstabilisation similaire à une guerre hybride, le déclenchement de manifestations devant s'ensuivre en cas de défaite des russophiles.
L'élection présidentielle de 2024 prend ainsi très tôt la forme d'un test électoral majeur pour la politique de rapprochement avec l'Union européenne amorcée par Maia Sandu, qui se porte candidate à un second mandat,. Ses principaux adversaires, dont notamment Alexandr Stoianoglo du PSRM, et Renato Usatîi de Notre Parti (PN), prônent en effet une politique diamétralement opposée de rapprochement avec la Russie,. 
Consciente de l'importance de ce sujet sur la campagne, Maia Sandu use de sa majorité au parlement pour convoquer un référendum sur l'inscription de l'objectif d'adhésion à l'Union européenne dans la constitution, organisé en même temps que le premier tour de la présidentielle,.

## Mode de scrutin
Le président de la république de Moldavie est élu au scrutin uninominal majoritaire à deux tours pour un mandat de quatre ans renouvelable une seule fois de manière consécutive.
Est élu le candidat ayant recueilli la majorité absolue des suffrages exprimés au premier tour, à condition que le quorum de participation de 33 % des inscrits ait été franchi. A défaut, un second tour est organisé entre les deux candidats arrivés en tête, et celui recueillant le plus de voix est déclaré élu, sans condition de participation.
Les candidats doivent être âgés d'au moins 40 ans révolus, avoir habité en Moldavie depuis au moins dix ans, et savoir parler couramment la langue officielle, le roumain. Les candidats doivent également obtenir les signatures de parrainage d'au moins 15 000 électeurs, dont au moins 600 dans au moins la moitié des raïons,.

## Sondages

### Second tour
| Date               | Institut/ Demandeur | Échantillon |        |            | Indécis ou abstention |
| Date               | Institut/ Demandeur | Échantillon | Sandu  | Stoianoglo | Indécis ou abstention |
| ------------------ | ------------------- | ----------- | ------ | ---------- | --------------------- |
| Date               | Institut/ Demandeur | Échantillon |        |            | Indécis ou abstention |
| 19 Sep–10 Oct 2024 | iData               | 1 100       | 40,6 % | 36,4 %     | 23 %                  |

## Résultats
| Candidat                 | Candidat                 | Parti                    | 1er tour  | 1er tour | 2d tour   | 2d tour |
| Candidat                 | Candidat                 | Parti                    | Voix      | %        | Voix      | %       |
| ------------------------ | ------------------------ | ------------------------ | --------- | -------- | --------- | ------- |
|                          | Maia Sandu               | PAS                      | 656 852   | 42,49    | 930 139   | 55,35   |
|                          | Alexandr Stoianoglo      | PSRM                     | 401 215   | 25,95    | 750 430   | 44,65   |
|                          | Renato Usatîi            | PN                       | 213 169   | 13,79    |           |         |
|                          | Irina Vlah               | Indépendante             | 83 193    | 5,38     |           |         |
|                          | Victoria Furtună         | Indépendante             | 68 779    | 4,45     |           |         |
|                          | Vasile Tarlev            | VM                       | 49 316    | 3,19     |           |         |
|                          | Ion Chicu                | PDCM                     | 31 797    | 2,06     |           |         |
|                          | Octavian Țîcu            | PUN                      | 14 326    | 0,93     |           |         |
|                          | Andrei Năstase           | Indépendant              | 9 946     | 0,64     |           |         |
|                          | Natalia Morari           | Indépendante             | 9 444     | 0,61     |           |         |
|                          | Tudor Ulianovschi        | Indépendant              | 7 995     | 0,52     |           |         |
|                          |                          |                          |           |          |           |         |
| Suffrages exprimés       | Suffrages exprimés       | Suffrages exprimés       | 1 546 031 | 98,82    | 1 680 569 | 98,78   |
| Votes blancs et nuls     | Votes blancs et nuls     | Votes blancs et nuls     | 18 464    | 1,18     | 20 715    | 1,22    |
| Total                    | Total                    | Total                    | 1 564 495 | 100      | 1 701 284 | 100     |
| Abstentions              | Abstentions              | Abstentions              | 1 459 011 | 48,26    | 1 432 403 | 45,71   |
| Inscrits / participation | Inscrits / participation | Inscrits / participation | 3 023 506 | 51,74    | 3 133 687 | 54,29   |

 Représentation des résultats du second tour :
| Maia Sandu (55,35%) |  |  | Alexandr Stoianoglo (44,65 %) |
| ▲                   |  |  |                               |
| Majorité absolue    |  |  |                               |

### Cartes

Résultats du 1er tour par raïon
Résultats de Maia Sandu au 1er tour par raïon
Résultats d'Alexandru Stoianoglo au 1er tour par raïon
Résultats du 2d tour par raïon
Résultats de Maia Sandu au 2d tour par raïon

## Analyse

### Premier tour
Le premier tour de scrutin bénéficie d'une bonne participation. Le taux de 33 % nécessaire à la validation des résultats est ainsi atteint dès 15h, avec 36 % de participation.
Maia Sandu arrive une nouvelle fois largement en tête du premier tour avec plus de 42 % des voix. La présidente sortante se retrouve néanmoins fragilisée par la victoire en demi-teinte du camp pro-européen au référendum constitutionnel organisé simultanément, pour la campagne duquel elle s'était personnellement impliquée et qui voit la perspective d'une adhésion à l'Union européenne approuvée par 50,35 % des voix. Dans ce dernier comme lors du premier tour, la Moldavie souffre de ce que Maria Sandu qualifie d'opérations de propagande et d'achats de voix menées par des groupes criminels en collaboration avec la Russie, qu'elle dénonce comme une « attaque sans précédent contre la démocratie ». Plus de 150 000 voix auraient ainsi été achetés en faveur des positions et candidats pro-russes.
Bien qu'arrivé deuxième, son adversaire Alexandru Stoianoglo, du russophile Parti des socialistes parvient à dépasser les prévisions des sondages et dispose d'importantes réserves de voix dont manque Maia Sandu, augurant ainsi d'un second tour très serré. Sur les candidats ayant échoués à se qualifier, seul Octavian Țîcu appelle ainsi à voter « contre Stoianoglo ». Si le candidat des socialistes ne reçoit le soutien officiel que de Victoria Furtună, plusieurs autres candidats appellent à voter « contre Sandu » : Irina Vlah, Vasile Tarlev, Ion Chicu et Natalia Morari,,,. Les trois candidats restants refusent de se prononcer : soit Andrei Năstase, Tudor Ulianovschi et surtout Renato Usatîi qui, arrivé troisième avec près de 14 % des suffrages, constitue la principale réserve de voix,,.

### Second tour
Maia Sandu est finalement réélue à l'issue du second tour avec plus de 55 % des suffrages. Comme les votes opposés à l'Union européenne lors du référendum, Stoianoglo arrive initialement en tête, avant que le dépouillement des voix des grandes villes et de la diaspora ne fassent passer Sandu en tête. Comme en 2019, cette dernière bénéficie d'un large appui de la diaspora, mais ne l'emporte cette fois ci pas sur les seules voix exprimées dans le pays même, où Stoianoglo réunit 51 % des suffrages.
Le jour même du second tour, la police moldave annonce l'ouverture d'une enquête sur le transport par la Russie d'électeurs moldaves résidant sur le sol russe vers la Moldavie, la Biélorussie, l'Azerbaïdjan et la Turquie afin qu'ils participent au scrutin. La réélection de Maia Sandu est perçue comme un nouveau revers pour la Russie de Vladimir Poutine, et rassure les dirigeants de l'Ukraine voisine ainsi que de l'Union européenne. La présidente de la Commission européenne, Ursula von der Leyen, la félicite ainsi au lendemain du scrutin, s'affirmant « heureuse de continuer à travailler » avec elle,.